# جوزيه فريدريك فرازير
جوزيه فريدريك فرازير هو سياسي كندي، ولد في 11 أغسطس 1870، وتوفي في 4 نوفمبر 1942. انتخب عضو مجلس نواب نوفا سكوتيا.